# 齊甘河
齊甘河（烏克蘭語：Цигань），是烏克蘭的河流，位於該國西部外喀爾巴阡州，屬於斯塔拉河的右支流，發源自亞羅克東北面，河道全長24公里，流域面積80平方公里。